# 季氏八極拳
八極拳的衍生拳種之一，源於中國河北省滄州狼兒口，因此也被稱為狼兒口八極拳，是由清朝末年的武舉人季雲龍，將八極拳引進狼兒口而後改良而成。